# Odontorrhina
Odontorrhina es un género de escarabajos de las flores que comprende cuatro especies y dos subespecies. Los cuerpos de todas las especies están muy cubiertos de pequeñas cerdas (setas), y se cree que están más estrechamente relacionados con el género Trichostetha. Miembros del género se han registrado exclusivamente en las provincias sudafricanas del Cabo Septentrional y Occidental, además de un registro no confirmado del sur de Namibia. Son endémicas de los hábitats de Fynbos y Karoo suculento.

## Especies

### O. hispida
Odontorrhina hispida son de un color bronce ligeramente metálico, y su espalda entera está cubierta con pelos cortos fulvosos (leonados) o amarillos. Crecen aproximadamente 18 mm de largo y 11 mm de ancho.
Se han encontrado larvas de esta especie con las de Ichnestoma coetzeri bajo plantas Asteraceae o Rhamnaceae. Son considerados raros por los coleccionistas.
Su área de distribución es más interior y oriental que otros miembros del género Odontorrhina, y su hábitat es principalmente montañoso.

### O. krigei
Odontorrhina krigei es de color casi completamente negro, incluidas en la mayoría de los casos sus cerdas. Esta especie parece pasar gran parte de su vida adulta en o alrededor de montículos de termitas, donde también se desarrollan como larvas. Al igual que O. hispida, su área de distribución es más tierra adentro que otras especies y está restringida a regiones más montañosas.

### O. maraisi
Odontorrhina maraisi son de color bronce a negro en la espalda y verde oliva a bronce en la parte inferior. Los especímenes se diferencian de O. hispida en que sus pelos son blancos en lugar de rojizos o amarillos, y de O. pubescens por su coloración más oscura. Esta especie puede crecer entre 17,5 y 22 mm de largo y entre aproximadamente 10 y 12 mm de ancho.
El epíteto de la especie, maraisi, lleva el nombre de Andre P. Marais, quien dirigió las observaciones de la especie.

### O. pubescens
O. pubescens son solo ligeramente erizados en la espalda, pero densamente en la parte inferior. Son de color verde bronce en la espalda y sus patas son de un verde brillante. La especie comprende dos subespecies: O. p. hantam y O. p. pubescente. El primero está restringido al hábitat de mayor altitud.

## Estado de conservación
Aunque ninguna especie de Odontorrhina está incluida en la Lista Roja de la UICN de especies amenazadas, un artículo de 2012 sugirió que el género está potencialmente amenazado si empeoran los efectos del cambio climático en las áreas en las que es endémica.

## Ciclo vital
La mayoría de las especies de Odontorrhina se desarrollan como larvas debajo de los arbustos, usando la sombra como protección contra el calor o la deshidratación. Sin embargo, Odontorrhina krigei hace uso de los montículos de termitas, aunque con resultados similares. Las larvas de O. krigei se alimentan de los desechos del montículo de termitas, mientras que las larvas de otras especies se alimentan de la hojarasca.

## Galería

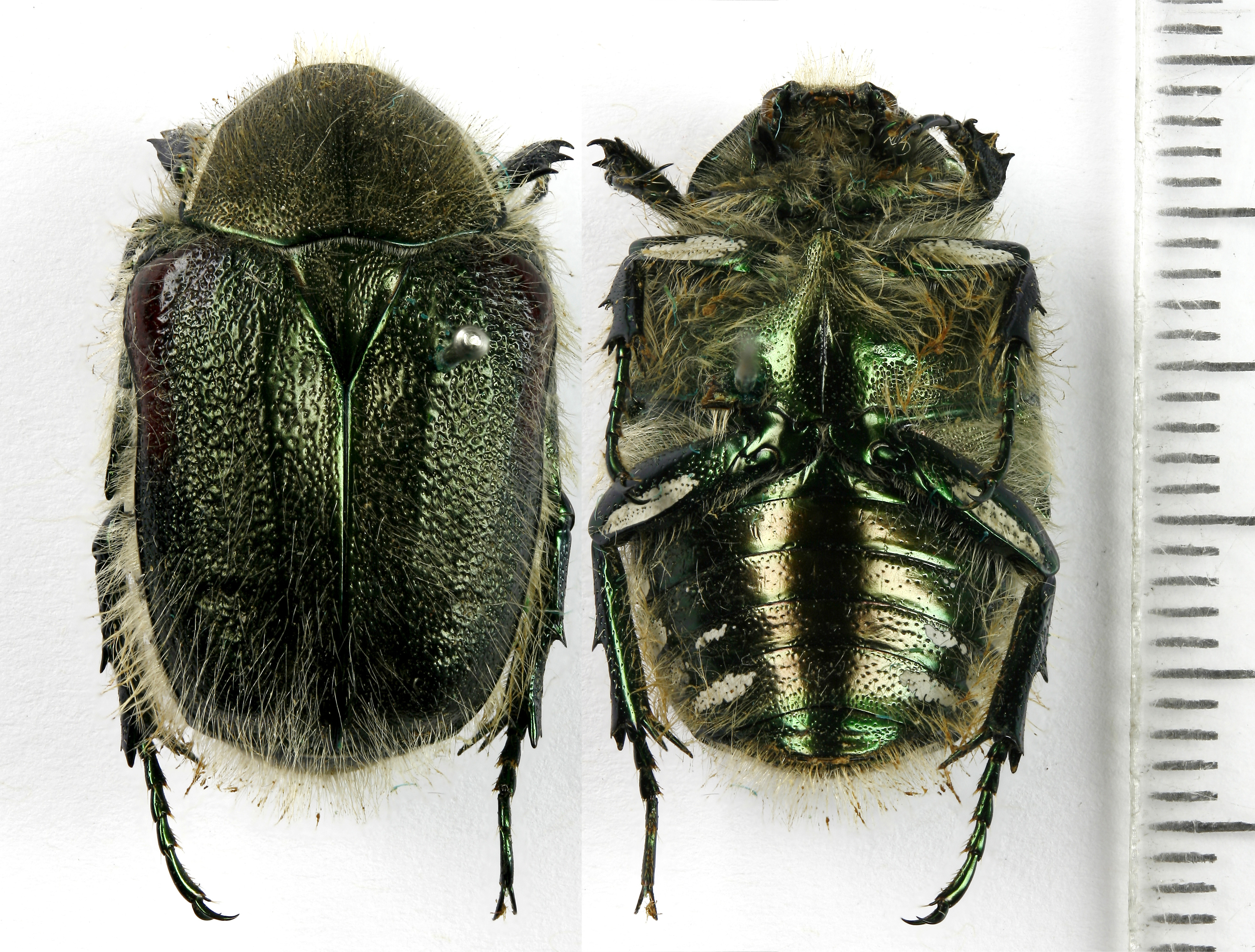
Odontorrhina pubescens Olivier, 1789.
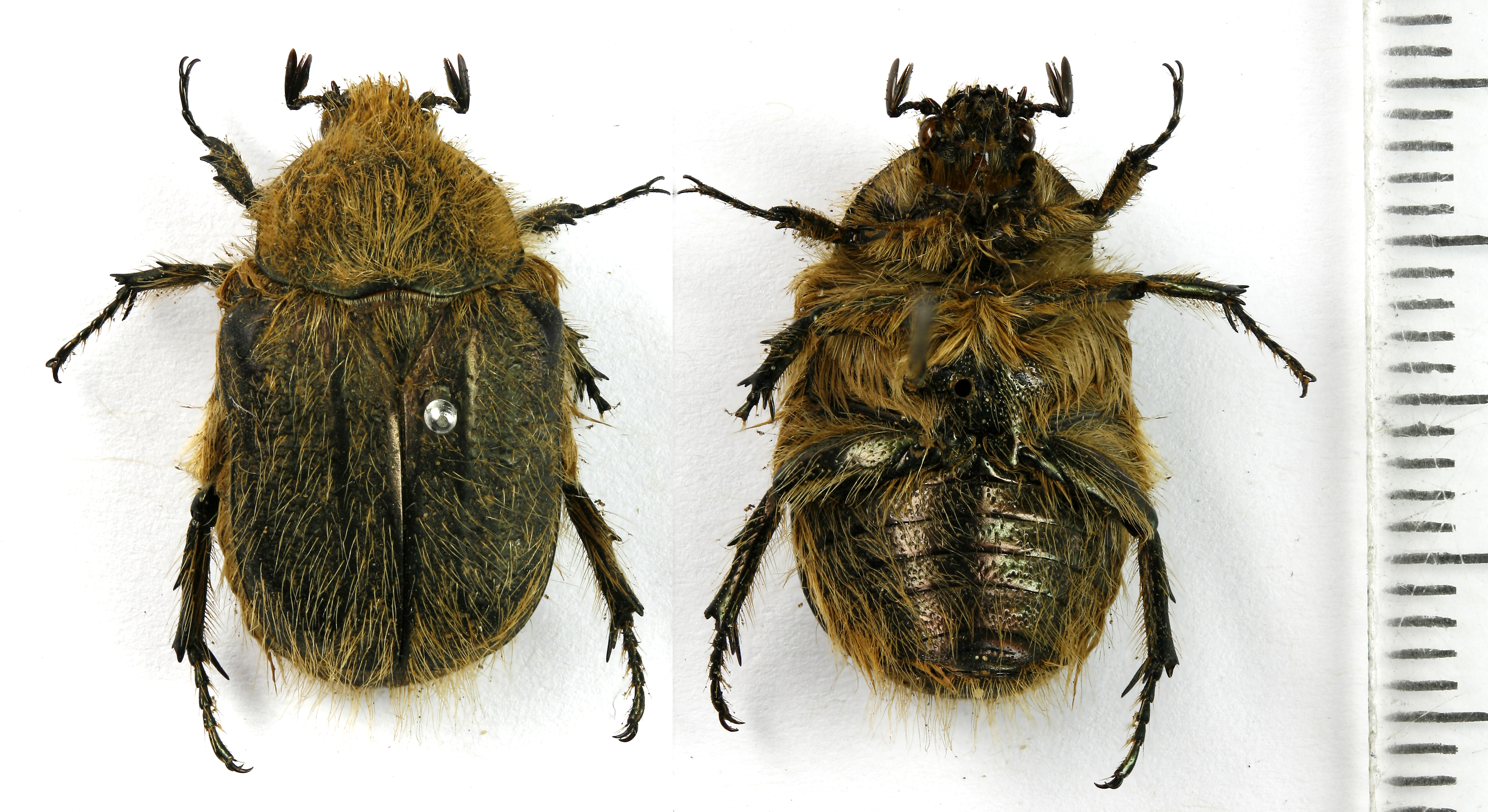
Odontorrhina hispida Olivier, 1789.
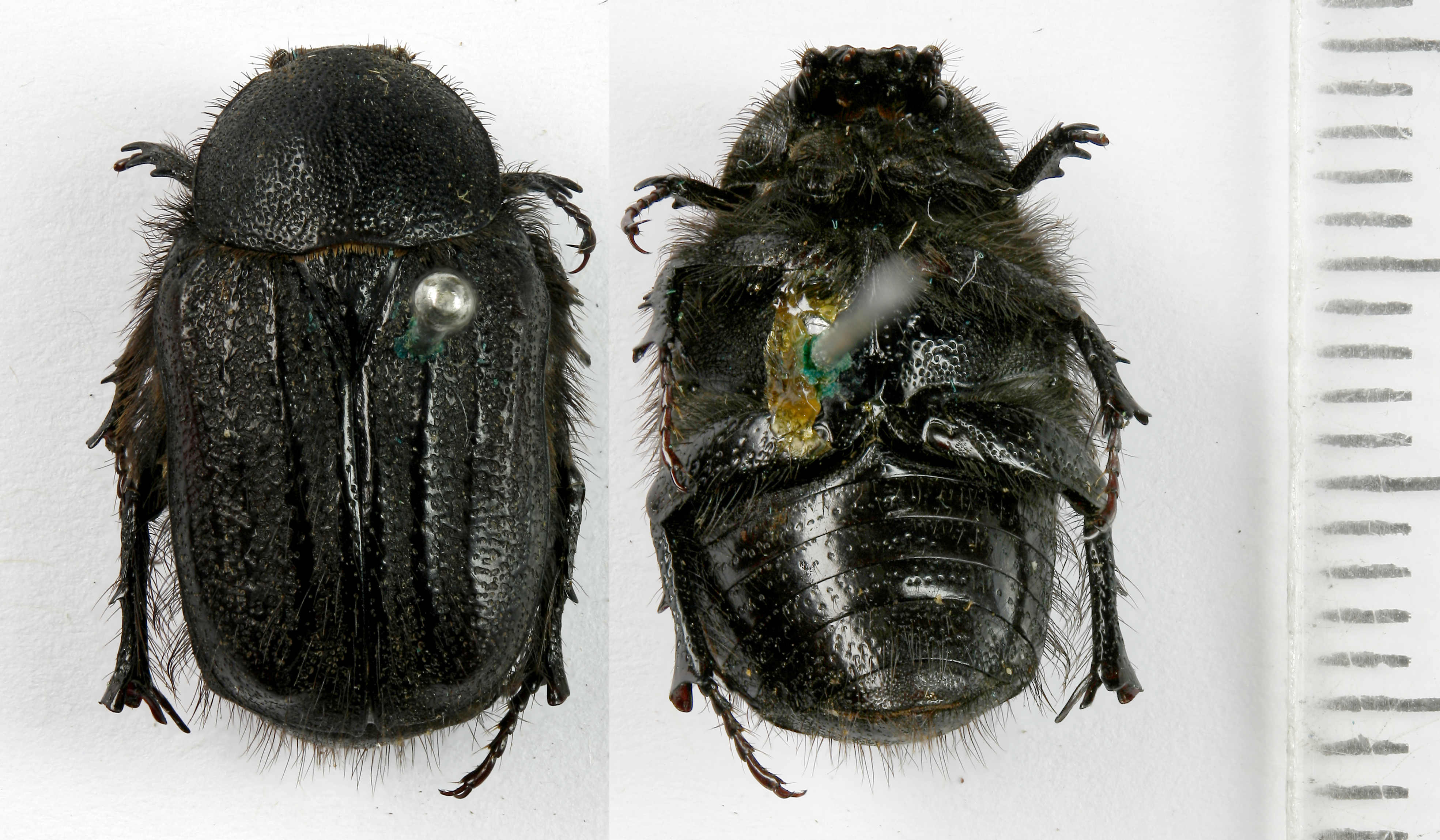
Odontorrhina krigei Schein, 1950.